# Martí Xavier March i Cerdà
Martí Xavier March i Cerdà (Pollença, 1954) és llicenciat i doctor en ciències de l'educació per la Universitat de Barcelona. És catedràtic d'universitat de sociologia de l'educació i pedagogia social de la Universitat de les Illes Balears. Fou Conseller d'Educació i Universitat del Govern de les Illes Balears entre 2019 i 2023.

## Trajectòria professional
Ha estat director del Departament de Ciències de l'Educació i del Departament de Pedagogia i Didàctiques Específiques de la UIB.
Formà part de l'equip de treball de la Conselleria d'Educació i Cultura durant el primer Pacte de Progrés (1999-2003). Ocupà el càrrec de Director general d'Universitat del Govern de les Illes Balears.
Actualment exerceix la vicepresidència de la Societat Iberoamericana de Pedagogia Social.
Entre els anys 2007 i 2011, ha estat vicerector primer de Planificació i Coordinació Universitària de la UIB.
Ha estat membre del Consell Escolar de les Illes Balears, director de l'Anuari de l'Educació de les Illes Balears, i és coordinador del Grup de Formació i Educació Educativa i Social (GIFES) de la UIB.
El juliol de 2015 va ser nomenat conseller d'Educació i Universitat per la presidenta del Govern de les Illes Balears, Francina Armengol. Va romandre al càrrec fins al 2023, quan el Partit Popular assolí el govern de Balears amb el suport de Vox.